# 賈玉銘
贾玉铭（1880年—1964年4月12日），字德新，山东昌乐人，中国基督教新教福音派神学家、解经家。

## 生平

### 早年
1880年（清光绪六年），贾玉铭出生在中国山东省昌乐县小岭村。1901年，毕业于狄考文博士在登州府创办的长老会文会馆（齐鲁大學前身），由于庚子事变的影响，那一年文會館只畢業了兩名學生，而其中之一就是賈玉銘（德新） 。然后他繼續進教士館（神學院），接受改革宗系统神学的训练。贾玉铭跟丁立美是长老会文会馆（后来的齐鲁大学）的同学，后来也一起同工很多年。丁立美组织了“学生立志布道团”当第一任的巡行干事，后来1919年到“云南布道会”去。

### 牧师生涯
1904年他从教士館畢業，被按立為牧師，先后在美北长老会在山东省设立的安邱縣逢旺支會、濟宁州教会和沂州府教会担任牧師，历时12年，为一千多人施洗。

### 神学教育
1915年，35岁的贾玉铭前往南京金陵神学院执教，从此开始了大半生的神学教育生涯。1920年代，贾玉铭还在南京创办《灵光报》双月刊。
1919年，齐鲁大学神学院院长赫士博士（Watson M. Hayes，1857~1944）因坚持保守信仰而辞职离开齐鲁，在潍县另外创办华北神学院，并於1922年遷往滕縣。賈玉銘牧師被聘為副院長。1930年，贾玉铭出任金陵女子神学院院长。
1936年10月，贾玉铭和金陵女子神学院教员廖恩荣、毕詠琴在南京鼓楼厚载巷53号另外创立了中国基督教灵修学院，旨在培养“仰望主；不募捐，不借債，過信心的生活”的傳道人。不久抗战爆发，该院西迁重庆南山，战后迁回南京山西路81号。1946—1950年又担任华北神学院院长。
1948年8月，賈玉銘應邀參加在荷蘭召开的世界基督教协进会成立大会，被推选为副会长。回国后，1949年灵修学院在上海巨鹿路367号复院，称上海灵修学院。
1954年8月，中国基督教三自爱国运动委员会成立，年过七十的福音派领袖賈玉銘被安排為七位第二届副主席之一。1956年，上海灵修学院和中国基督教传道人修养院、怀恩业余神学院、上海圣经学社合并成立中国基督教上海灵修神学院，校址设巨鹿路，贾玉铭仍任院长 。1957年反右运动期间，賈玉銘受到一定的批判和衝擊。1959年，上海灵修神学院停办。1964年4月12日，贾玉铭在上海去世，享年84歲。

## 著作
《神道学》（1921）、《圣经要义》、《完全救法》、《教牧學》、《宣道法》、《灵修日课》，以及聖經66卷專卷釋義

## 家庭
賈的夫人是朱德馨，育有三子，名為偉良、偉廉、偉霖。